# 曾應蔚
曾應蔚（？—？），清朝官員，本籍江西。監生出身。

## 生平
曾應尉於1776年（乾隆41年）接替劉大榮，於台灣台北地區擔任台灣府淡水廳新莊巡檢一職，是大台北地區的地方父母官。